# Tom Hern
Tom Hern, właśc. Thomas Hern (ur. 10 grudnia 1984 w Christchurch) – nowozelandzki aktor filmowy i telewizyjny. Znany jest między innymi z roli Devina Del Valle w serialu Power Rangers Dino Grzmot.

## Filmografia
- 2002–2003: Ważne przemiany – Jess
- 2004: Power Rangers Dino Grzmot – Devin Del Valle
- 2005–2007: Shortland Street – Baxter Cormack
- 2009: Nie jesteśmy Harrym Jensonem – Kevin
- 2001: Ice – przywódca gangu